# Barbara Epstein
Barbara Epstein (nascida Zimmerman; 30 de agosto de 1928 – 16 de junho de 2006) foi uma editora e fundadora do The New York Review of Books.

## Carreira
Epstein nasceu em Boston, Massachusetts, em uma família judia, e se formou no Radcliffe College em 1949. Em 1953, ela e o editor Jason Epstein começaram um casamento que durou 37 anos.
Epstein ganhou destaque na Doubleday como editora de The Diary of a Young Girl, de Anne Frank, entre outros livros. Em seguida, ela trabalhou na McGraw-Hill e na revista Partisan Review.
Durante a greve dos jornais de Nova York em 1963, Barbara e Jason Epstein, juntamente com os amigos Robert Lowell e Elizabeth Hardwick, fundaram a revista quinzenal The New York Review of Books, que Barbara chamou de "o jornal". Ela e Robert B. Silvers tornaram-se os editores. Epstein permaneceu na New York Review of Books como editora por 43 anos.
Os Epsteins se divorciaram em 1990; Barbara viveu com o jornalista Murray Kempton até sua morte em 1997. Ela continuou em sua edição até pouco antes de sua morte.
Epstein morreu em 16 de junho de 2006, de câncer de pulmão na cidade de Nova York aos 77 anos.

## Ligaçoes externas
- David Remnick, Pós-escrito: Barbara Epstein, The New Yorker, 3 de julho de 2006
- Obituário, 27 de junho de 2006